# 加熱式たばこ
加熱式たばこ（かねつしきたばこ、英語: heated tobacco products）とは、燃焼させずに加熱して使用するタバコである。タバコ葉を加熱し、ニコチンを含むエアロゾルを生成する。こうした製品は喫煙行動の特徴をもっている。燃焼製品に似せて設計されている。
製造企業は、通常の紙巻きたばこよりも安全だと主張しているが、2016年時点でそのような主張は裏付けられない。
また、世界保健機関は、電子たばこや加熱式たばこは健康上のリスクを減らすわけではなく有害であるとする報告書を発表し、紙巻きたばこと同様に規制を行うべきとの見解を示している。

## 動向

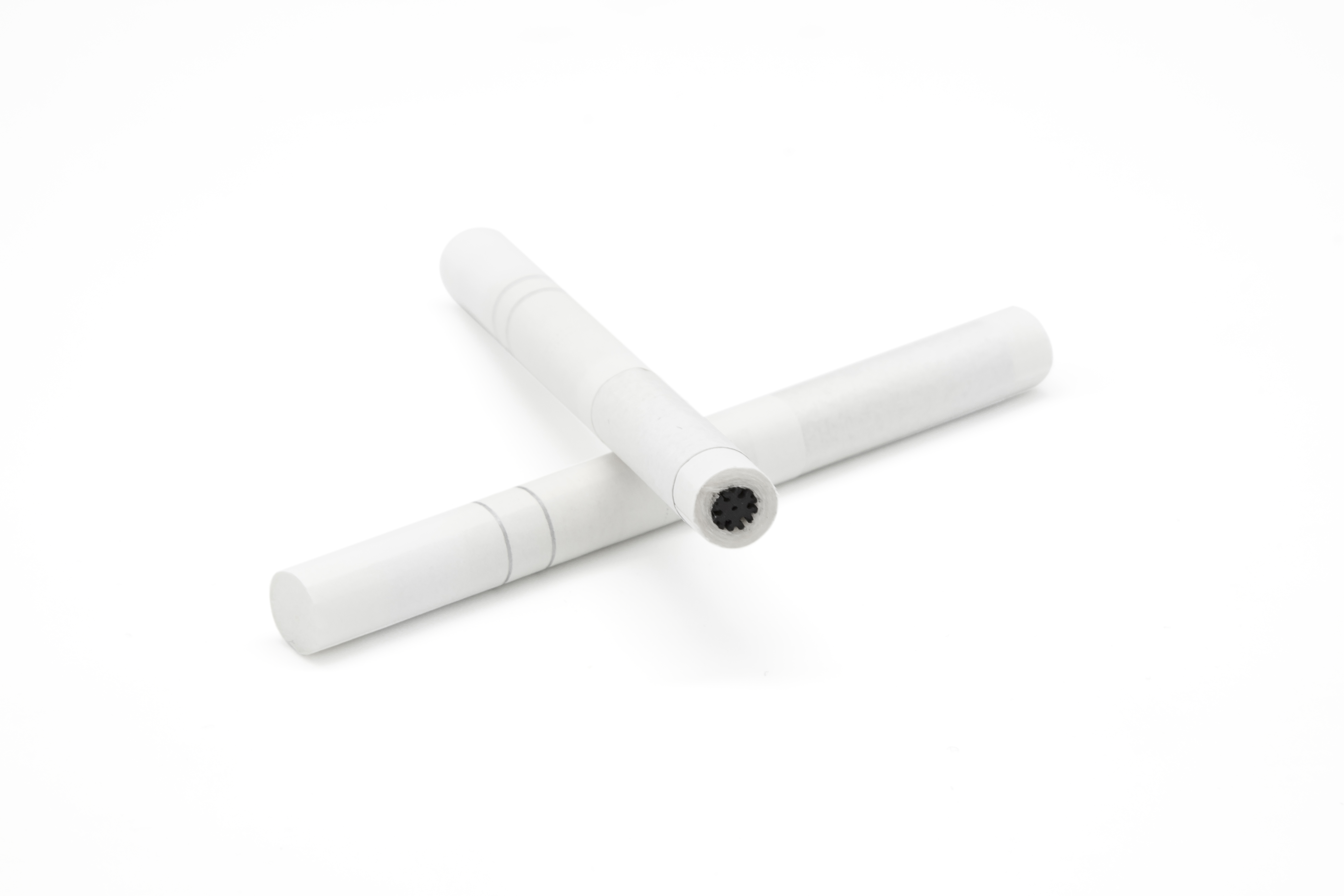
「エアーズ」の一つ「STEAM HOT ONE」

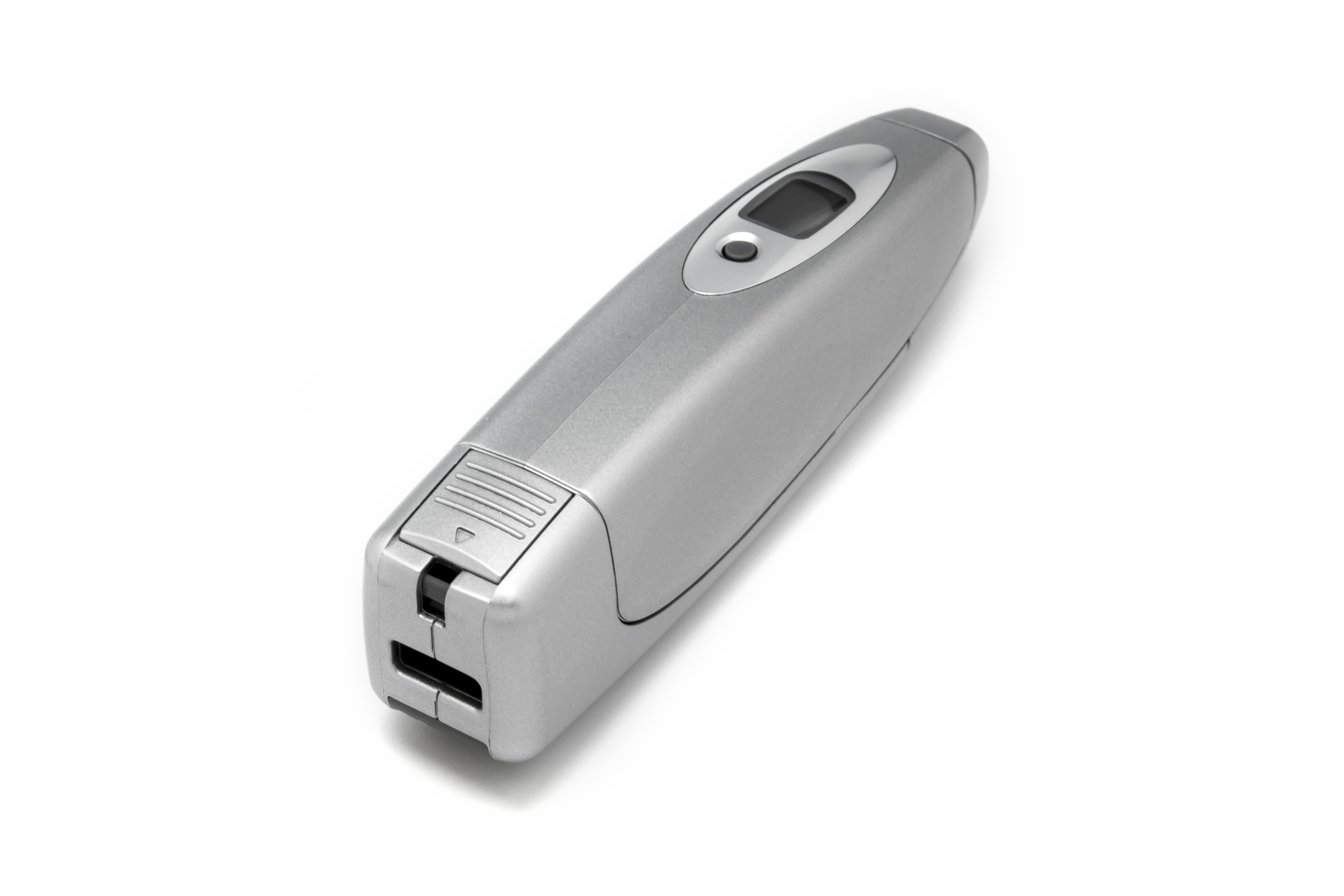
紙巻きたばこを差し込んで加熱する装置「Heatbar」

日本たばこ産業 (JT) は、1997年（平成9年）から2004年（平成16年）まで「エアーズ」のブランドで販売していた。
日本たばこ産業が2013年から販売している電子たばこ「プルーム（Ploom）」は、ポッド（カートリッジ）に入ったたばこ葉を加熱する製品である。メビウス、ピアニッシモ等、従来のJTたばこの銘柄を取り扱っている。
フィリップモリス社も2014年にたばこ葉を加熱する「iQOS（アイコス）」を愛知県名古屋市で先行発売した後に全国販売をした。
日本では2016年4月、テレビ朝日系のバラエティ番組『アメトーーク!』で「最新!芸人タバコ事情」の回が放送され、「iQOS」を使用するお笑い芸人らがエピソードを面白おかしく語ったことで「アイコス芸人」と話題になり、インターネット検索の検索数が激増して知名度を上げ、一時は入手困難となった。この放送はちょうど10日前に「iQOS」を地域限定販売から全国販売へ拡大したばかりのタイミングだったため、フィリップモリス社の資金提供も疑われたものの、同社はこれを否定している。
日本たばこ産業は「iQOS」に対抗し、同2016年に「プルーム」の後継製品「プルーム・テック (Ploom TECH) 」を発売し、後に全国展開した。「プルーム・テック」は、2016年3月1日に福岡県限定で先行販売されたが、1週間で販売停止し入手困難となり、同時期にJT公式サイトでの販売も開始された。

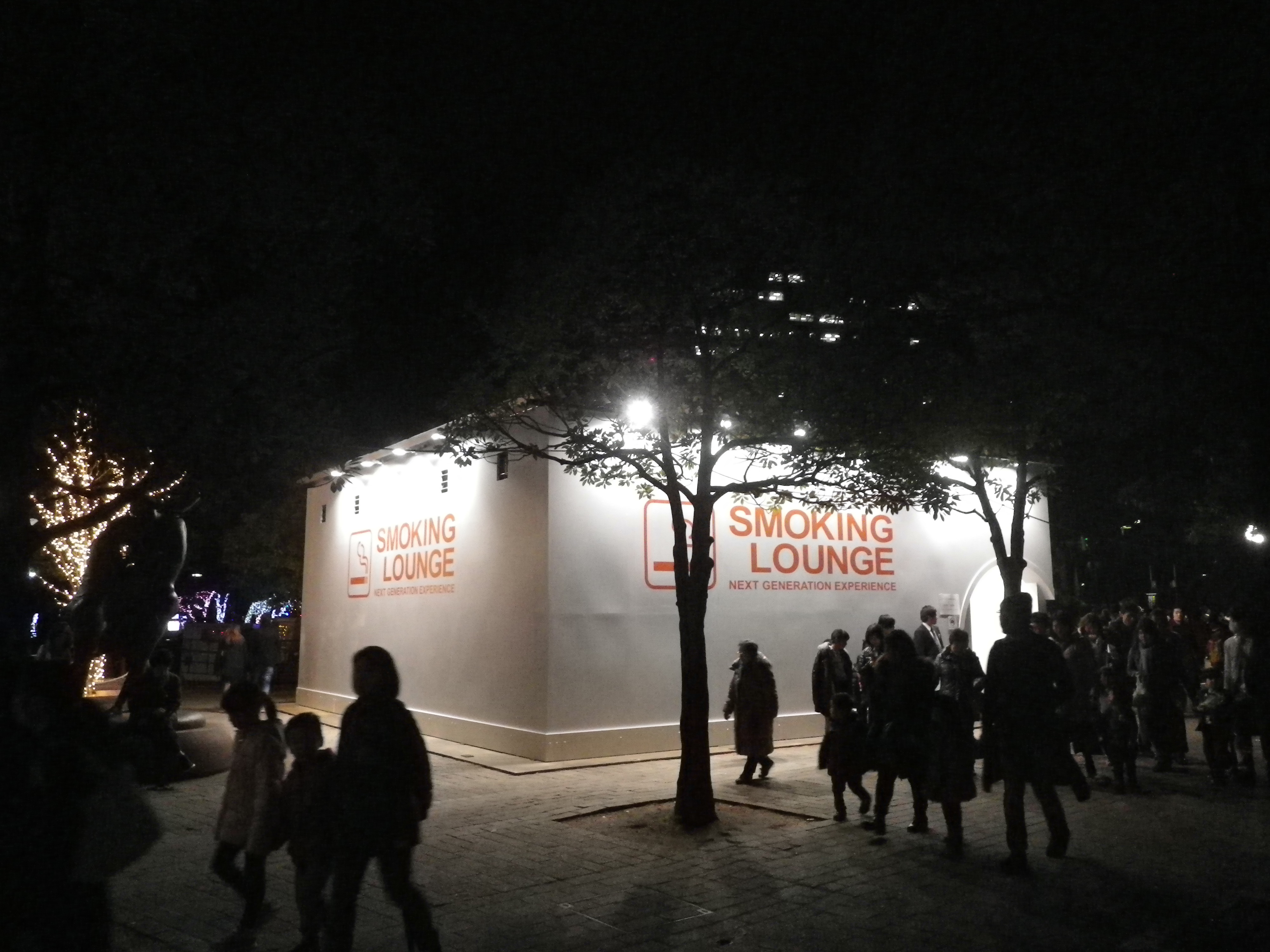
SENDAI光のページェントの会場（宮城県仙台市・勾当台公園）に設営された「glo」の販売促進店舗兼喫煙所（2016年12月）

同2016年12月にはブリティッシュ・アメリカン・タバコ（BAT）からも「glo（グロー）」が発売された。宮城県仙台市限定で先行販売された後、2017年10月2日から全国販売された。
2017年11月20日、韓国のKT&G（元韓国タバコ人参公社）から「lil（リル）」が発売された。また「iQOS」のヒートスティックと同形状の「Fiit」ブランドの加熱式専用たばこも同時発売されている。
2020年10月26日には、福岡県と宮城県限定で「lil HYBRID」の国内販売も開始した。(後に全国販売へ展開)
2019年にはインペリアル・タバコから「PULZE（パルズ）」が発売された。福岡県限定で先行販売された後、全国販売された。
日本では、2016年には前述のテレビ番組などを利用したブーム作りにより若年層に人気を呼んだ「iQOS」が加熱式たばこのシェア9割を占めたが、他の製品が日本で全国展開されると「iQOS」のシェアは8割に低下し、残りの約2割を「プルーム・テック」と「glo」が分け合う形となった。2019年時点では、日本国内でのシェアは「iQOS」が7割程度を占めるが、一時期は「iQOS」の世界シェアの96%を日本での販売が占めていた。
2020年の日本国内シェアは加熱式の市場占有率は26%まで上昇し、内訳は「iQOS」7割、「グロー」2割、「プルーム」1割。
フィリップモリスは、アメリカではFDA（アメリカ食品医薬品局）に「iQOS」の販売申請を提出しており、2019年4月にFDAから販売が許可されたと発表した。

## 健康への影響
加熱式たばこは従来のたばこに比べ「健康への悪影響が少ない」という主張はたばこ産業が出資した研究に基づくもので、このことを裏付ける、たばこ産業から独立した信頼できる研究は存在せず、かかる主張についての説得力のある証拠はない。加熱式たばこの副流煙や健康被害については研究段階といわれており、科学的に証明できるには害に関する調査が必要となる。
オランダ国立公衆衛生環境研究所 (RIVM) は、加熱式たばこは従来のたばこよりも健康への害が少なそうであるものの、その害についてバランスの取れる見解を示すための研究は十分ではないと述べている。
一部の科学者は従来の紙巻たばこと同様に危険だと考えている。
2016年に禁煙団体「Action on Smoking and Health」は、「たばこ産業による長きにわたる詐欺の歴史があるため、健康への影響に対する独立した研究が行われることが重要である」と主張している。「heat not burn」のような宣伝文句は、科学の代わりにはならない。
2017年12月、フィリップ・モリス・インターナショナルの元社員や契約関係にあった科学者が、同社のアメリカ食品医薬品局 (FDA) への申請の根拠となっている臨床試験にいくつかの不備があったとの証言をしていることが、ロイターにより報道された。具体的には、ポーランドで実施された試験では、人間が一日に出す量を超える大量の尿が採取されていること、被験者56人のデータが廃棄されていたことなどの問題が指摘されている。
2018年1月22日に、アメリカ食品医薬品局 (FDA) は暫定的な報告を出し、フィリップ・モリス・インターナショナルの「iQOS」について、「iQOSが生み出すエアロゾルは細胞を破壊し人体組織にも悪影響を及ぼす恐れがあるが、従来の紙巻たばこに比べ全般的な深刻度は低く、その被害ははるか一部に集中するように推測される」とした臨床試験報告を公表した。しかし、同年1月25日にFDAによって下された結論は、フィリップ・モリス社が掲げる「リスク低減の可能性製品」という製品概念を棄却するものであり、同社の「通常のたばこ製品に比べてたばこ関連の疾病リスクが低い製品である」との主張を否定するものであった。

### 日本禁煙学会の見解
2017年7月21日には、一般社団法人日本禁煙学会が「加熱電子式たばこは、普通のたばこと同様に危険であり、受動喫煙で危害を与えることも同様である」という旨の緊急警告を発し、加熱式たばこのエアロゾルに被曝した化学物質過敏症の患者に激しい咽頭痛と呼吸困難を生じさせた事例を紹介している。なお化学物質過敏症については、 1997年に厚生省長期慢性疾患総合研究事業アレルギー研究班が診断基準を示している。

### 日本呼吸器学会の見解
2017年10月31日には、日本呼吸器学会が「『非燃焼・加熱式タバコや電子タバコに関する日本呼吸器学会の見解』について」との発表を行い、非燃焼・加熱式タバコや電子タバコについて、
- 非燃焼・加熱式たばこや電子たばこの使用は、健康に悪影響をもたらす可能性がある。
- 非燃焼・加熱式タバコや電子タバコの使用者が呼出したエアロゾルは周囲に拡散するため、受動吸引による健康被害が生じる可能性がある。従来の燃焼式タバコと同様に、すべての飲食店やバーを含む公共の場所や公共交通機関での使用は認められない。

とし、使用者にとっても、受動喫煙させられる人にとっても、非燃焼・加熱式タバコや電子タバコの使用は推奨できないと表明した。

#### 加熱式たばこが含有する有害物質
日本呼吸器学会の見解では、加熱式タバコの主流煙中や呼出煙が含有する有害物質について、以下のとおり言及している。
- 主流煙中に含有される代表的な有害物質
  - ニコチン：燃焼式タバコとほぼ同レベル
  - アクロレイン：燃焼式タバコとほぼ同レベル
  - ホルムアルデヒド：燃焼式タバコとほぼ同レベル
  - ポロニウム：燃焼式タバコとほぼ同レベル
  - アセナフテン：燃焼式タバコの約3倍
- 呼出煙中に含有される代表的な有害物質
  - ニッケル、クロムなどの重金属濃度：燃焼式タバコの呼出煙より高い
  - PM2.5：燃焼式タバコの呼出煙よりも低いが、通常の大気中濃度の14 - 40倍
  - ニコチン：燃焼式タバコの呼出煙よりも低いが、通常の大気中濃度の10 - 115倍
  - アセトアルデヒド：燃焼式タバコの呼出煙よりも低いが、通常の大気中濃度の2 - 8倍
  - ホルムアルデヒド：燃焼式タバコの呼出煙よりも低いが、通常の大気中濃度の20%高い

### 米国心臓協会での発表
2017年11月11～15日には、米国心臓協会（AHA）の年次集会において、カリフォルニア大学サンフランシスコ校の研究班が「iQOS（アイコス）は血管に悪影響を与える」との研究結果を発表している。この研究はラットに「iQOSを加熱した蒸気」「紙巻きたばこの煙」「清浄な空気」を、それぞれ1回15秒間、5分間に10回曝露し、血管内皮機能の評価を行うもので、iQOS群で58%、紙巻たばこ群では57%の低下であった。また、曝露を1回5秒間、5分間に10回とした場合も、iQOS群で60%、紙巻たばこ群では62%の低下が確認された。この実験結果により、iQOSの蒸気への曝露は紙巻たばこの煙に曝露した場合と同程度の血管内皮機能の低下をもたらすことが明らかとなった。この実験結果について同発表では「循環器系におけるたばこの煙への反応は、ヒトとラットで極めてよく似ているため、この研究結果はヒトにも当てはまる可能性がある」とし、「加熱式たばこの使用者は紙巻きたばこの喫煙者と同様に心血管の健康障害に直面する可能性がある」としている。

### 相対的な害に関する研究
2017年8月4日に発表された「ニコチン製品の相対的な発がん性に関する研究」において、Stephens, William E は、以下の順に害が減少するだろうと結論した。燃焼たばこ（通常の紙巻きたばこ）、加熱式たばこ、電子たばこ（通常のパワーで使用）、ニコチン吸入器。
| 物質                                                                                                   | IARC発がん性 | 紙巻たばこ   | 加熱式たばこ | 電子たばこ |
| --- | ------------ | ------------ | ------------ | ---------- |
| アセトアルデヒド                                                                                       | 2B           | 2.55×10−0    | 3.33×10−1    | 4.41×10−3  |
| ホルムアルデヒド                                                                                       | 1            | 1.54×10−1    | 1.06×10−2    | 8.07×10−3  |
| NNN | 1            | 4.63×10−4    | 2.57×10−5    | 1.94×10−7  |
| NNK | 1            | 2.88×10−4    | 1.64×10−5    | 8.39×10−7  |
| カドミウム                                                                                             | 1            | 1.99×10−4    | 検出閾値以下 | 1.01×10−5  |
| 鉛 | 1            | 7.52×10−5    | 4.09×10−6    | 7.06×10−6  |
| ニッケル                                                                                               | 2B           | 検出閾値以下 | 検出閾値以下 | 6.98×10−6  |
| 注・1:発がん性あり、2B:発がん性疑い。指数表記で記載されており、10−0は10−1の10倍、すなわち1を意味する。 |              |              |              |            |

国立保健医療科学院の戸次加奈江らは「加熱式タバコと燃焼式タバコの主流煙中に含まれる有害成分の比較」において、iQOSにおけるニコチン量は紙巻きたばこと同程度であり、たばこ特異的ニトロソアミン（発がん性物質）は比較して20%、一酸化炭素は1%であった。このような有害成分は完全に除去されているわけではなく、少なからず主流煙に含まれていた。今後「iQOS」の使用規制には「有害成分の情報に加え、受動喫煙や毒性などの情報から総合的に判断していく必要がある」としている。

### 健康被害の事例
加熱式たばこの喫煙により、好酸球性肺炎を発症した日本人の事例が報告されている。

## 輸入規制
中華民国（台湾）、香港、タイ王国、シンガポールは、加熱式たばこの輸入を禁止しており、外国人観光客が手荷物として持ち込むことも禁止している。発覚した場合は没収の上、罰金刑が科せられる。